# ロレンツォ・チッタディーニ
ロレンツォ・チッタディーニ（Lorenzo Cittadini、1982年12月17日 - ）は、イタリアの元ラグビーユニオン選手。

## プロフィール
- イタリア・ベルガモ出身[1]。
- 現役時代のポジションはプロップ(PR)。
- 身長 191cm、体重 124kg
- イタリア代表通算キャップ数は58（2025年5月現在）でワールドカップ2011・2015のイタリア代表に選ばれた[2]。

## 略歴
カルヴィザーノ、ベネットン・トレヴィーゾ、ワスプス、バイヨンヌ、スタッド・フランセ、ヴェロナを経て、2019年、カルヴィザーノに復帰。
2020年、現役を引退して、同年、カルヴィザーノのコーチに就任。